# Silence (film 1915)
Silence è un cortometraggio muto del 1915 diretto da Henry Otto. Prodotto dalla American Film Manufacturing Company da un soggetto di Webster Campbell, il film aveva come interpreti Edward Coxen, Winifred Greenwood, John Steppling, Josephine Ditt, George Field, Edith Borella.

## Trama
Frank Morris vive in estrema povertà anche se suo padre è ricco abbastanza per provvedere largamente alla famiglia. Diventato abbastanza grande da capire quello che sta succedendo, comincia a bramare la ricchezza del padre, fino a giungere a ucciderlo per impadronirsene. Si sposa, ma i fantasmi del passato non lo lasciano in pace. Malato, sul letto di morte, confessa il suo delitto al dottor Lane, dicendogli che suo figlio senza dubbio erediterà le tendenze del padre e del nonno. Il silenzio del medico viene comprato e l'uomo tace, non parlandone con nessuno. Quindici anni, Marion, la figlia di Lane, si innamora di Frank Morris III e, nonostante le rimostranze di suo padre, lo sposa. I due sposi vivono felici finché la pazzia non irrompe nella mente di Frank. Lane corre dalla figlia, che trova morta, mentre il genero viene portato via, ormai maniaco delirante. Il medico si rende che quello è il prezzo che ha pagato per essere stato corrotto dal denaro anni prima.

## Produzione
Il film fu prodotto dall'American Film Manufacturing Company.

## Distribuzione
Distribuito dalla Mutual, il film - un cortometraggio in due bobine - uscì nelle sale cinematografiche degli Stati Uniti il 25 gennaio 1915.